# Bahnradsport-Weltmeisterschaften 2021

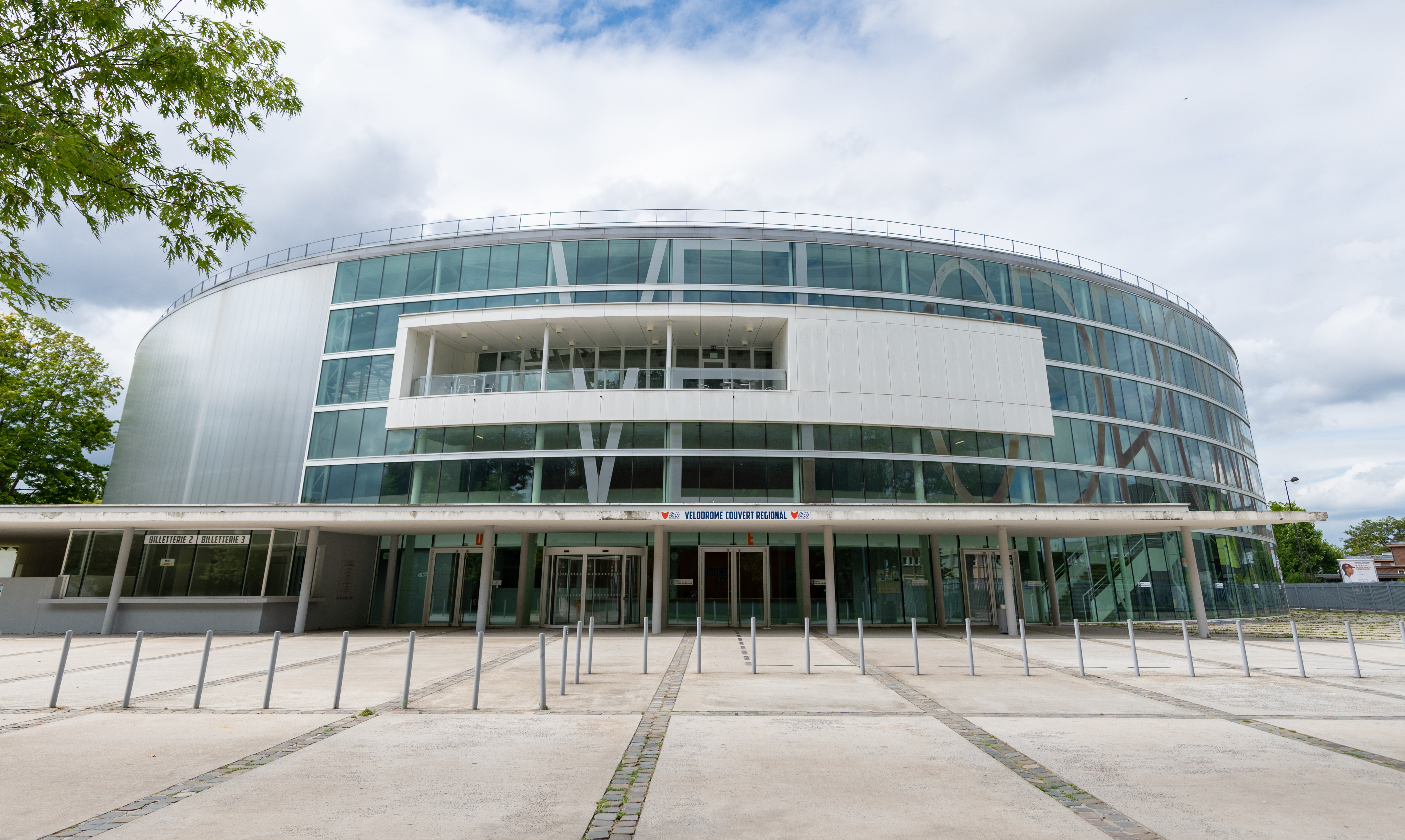
Das Vélodrome Couvert Régional Jean Stablinski in Roubaix (2019)

Die Bahnradsport-Weltmeisterschaften 2021 wurden vom 20. bis 24. Oktober 2021 im Vélodrome Couvert Régional Jean Stablinski im französischen Roubaix ausgetragen. Diese Sportstätte befindet sich neben der 1936 erbauten, offenen Radrennbahn von Roubaix, auf der jährlich das Straßenrennen Paris–Roubaix endet.

## Allgemeines
Ursprünglich war die Austragung der Weltmeisterschaften vom 13. bis 17. Oktober in der turkmenischen Hauptstadt Aşgabat geplant. Im Juni 2021 sagten die turkmenischen Organisatoren die Ausrichtung wegen der COVID-19-Pandemie ab.
Im Vorfeld der Weltmeisterschaften kam es zu großer Verärgerung in niederländischen Radsportkreisen, weil die frischgebackenen Europameister Yoeri Havik und Jan-Willem van Schip sowie die Sprinterinnen, die bei der Europameisterschaft Weltrekord gefahren waren, in Roubaix nicht im Teamsprint-Wettbewerb starten durften. Grund war, dass die Mannschaft des niederländischen Verbandes KNWU wegen der COVID-19-Pandemie an keinem Lauf des Nationencups teilgenommen hatte, was eine Voraussetzung für den Start bei der WM gewesen wäre.
Zum ersten Mal hatte sich das afrikanische Land Nigeria mit einer Mannschaft bestehend aus vier Sportlerinnen für Elite-Weltmeisterschaften qualifiziert. Der nigerianische Verband wird von dem gebürtigen Italiener Giandomenico Massari geführt, der seit Jahrzehnten in Nigeria lebt und es sich zur Aufgabe gemacht, das Land im Radsport an die Weltspitze zu führen.
Nach der Beendigung der Verfolgungs-Wettbewerbe der Männer wurden 20 Räder, darunter 15 Bahnräder, der italienischen Mannschaft aus einem Auto gestohlen, das auf einem gesicherten Hotelparkplatz fertig beladen stand für die Rückfahrt nach Italien. Einige der golden lackierten Pinarello-Räder haben einen Wert von bis zu 30.000 Euro, so dass der Wert der gesamten Beute rund 600.000 Euro betrug. Die Räder wurden rund eine Woche später von der rumänischen Polizei sichergestellt. Sie sollen im Besitz einer rumänischen Bande gewesen sein, die Drogenschmuggel und Hehlerei betreibt.
Erstmals stand im Rahmen einer Weltmeisterschaft das Ausscheidungsfahren auf dem Programm, womit die Gesamtzahl der Entscheidungen auf 22 – elf für Frauen, elf für Männer – stieg.

## Höhepunkte
Am ersten Tag der Wettbewerbe wurde das deutsche Trio aus Pauline Grabosch, Emma Hinze und Lea Sophie Friedrich zum zweiten Mal nach 2020 Weltmeister im Teamsprint und stellte dabei innerhalb weniger Stunden drei neue Weltrekorde auf, zuletzt mit 46,064 Sekunden. Am Tag darauf errang der deutsche Frauen-Vierer mit Franziska Brauße, Lisa Brennauer, Mieke Kröger und Laura Süßemilch Gold in der Mannschaftsverfolgung; damit gelang dem Vierer nach Olympiasieg (mit Weltrekord), Europameister- und Weltmeister-Titel das Triple in einem Jahr.
Im Sprint der Frauen fuhren mit Friedrich und Hinze erstmals zwei deutsche Sportlerinnen um den Titel gegeneinander, bei dem Rennen um Bronze standen sich erstmals mit der Olympiasiegerin Kelsey Mitchell und Lauriane Genest zwei Kanadierinnen gegenüber. Nicholas Paul aus Trinidad und Tobago belegte den zweiten Platz im 1000-Meter-Zeitfahren und errang damit das beste WM-Resultat im Bahnradsport für sein Land, das bisher nur zwei Mal Bronze (Roger Gibbon 1967 und Gene Samuel 1991) gewinnen konnte. Neben Paul war mit Akil Campbell, Bruder von Teniel Campbell, der erste Radsportler aus Trinidad und Tobago in den Ausdauerdisziplinen am Start. Er belegte im Scratch Platz 21.
Die Niederländerinnen Kirsten Wild und Amy Pieters holten sich zum dritten Mal in Folge den Titel im Zweier-Mannschaftsfahren; für Wild, die neun Mal Weltmeisterin wurde, war es der letzte Start bei einer Weltmeisterschaft. Auch bei den Männern konnten die Vorjahressieger Lasse Norman Hansen und Michael Mørkøv ihren Vorjahressieg wiederholen. Für den viermaligen Weltmeister aus Frankreich, Morgan Kneisky, war es bei diesem Zweier-Mannschaftsfahren der letzte Weltmeisterschaft-Start, ebenso für den Belgier Kenny De Ketele.
Erfolgreichste Mannschaft bei diesen Weltmeisterschaften war die des Bundes Deutscher Radfahrer mit insgesamt elf Medaillen, darunter sechs goldene – das beste Ergebnis einer deutschen Mannschaft seit Jahrzehnten. Die Goldmedaillen wurden allesamt von weiblichen Sportlern errungen: der Vierer der Frauen siegte in der Mannschaftsverfolgung. In der Einerverfolgung standen gleich drei Deutsche auf dem Podium: Weltmeisterin wurde Lisa Brennauer in der Einerverfolgung (mit deutschem Rekord), Franziska Brauße errang Silber und Mieke Kröger Bronze – noch nie standen bei Weltmeisterschaften in diesem Wettbewerb drei Frauen derselben Nationalität gemeinsam auf dem Podium. Erfolgreichste Sportlerin war die Deutsche Lea Sophie Friedrich, die drei Titel gewann und zudem eine silberne. Im 500-Meter-Zeitfahren stellte sie ebenfalls einen neuen deutschen Rekord auf.
In den Kurzzeitdisziplinen der Männer waren zwei niederländische Sportler dominierend: Harrie Lavreysen wurde Weltmeister in Sprint und Keirin, sein Landsmann Jeffrey Hoogland entschied das Zeitfahren für sich, beide gemeinsam wurden mit Roy van den Berg Weltmeister im Teamsprint. Ihre Siege und der von Kirsten Wild und Amy Pieters im Zweier-Mannschaftsfahren bescherten der niederländischen Mannschaft Platz zwei im Medaillenspiegel (zehn Medaillen insgesamt, darunter fünf goldene). Platz drei belegte die Mannschaft aus Italien mit zehn Medaillen (vier goldene). Die österreichische und die Schweizer Mannschaft gingen bei den Medaillen leer aus. Der Schweizer Claudio Imhof belegte in der Einerverfolgung Rang vier.

## Zeitplan (Finale)
| Datum                   | Disziplinen Männer                                    | Disziplinen Frauen                                              |
| ----------------------- | ----------------------------------------------------- | --------------------------------------------------------------- |
| Mittwoch, 20. Oktober   | Teamsprint                                            | Scratch, Teamsprint                                             |
| Donnerstag, 21. Oktober | Scratch, Mannschaftsverfolgung, Keirin                | Mannschaftsverfolgung, Ausscheidungsfahren                      |
| Freitag, 22. Oktober    | Einerverfolgung, 1000-Meter-Zeitfahren, Punktefahren  | Sprint, Omnium                                                  |
| Samstag, 23. Oktober    | Omnium                                                | 500-Meter-Zeitfahren, Einerverfolgung, Zweier-Mannschaftsfahren |
| Sonntag, 24. Oktober    | Sprint, Ausscheidungsfahren, Zweier-Mannschaftsfahren | Keirin, Punktefahren                                            |

## Resultate

### Sprint

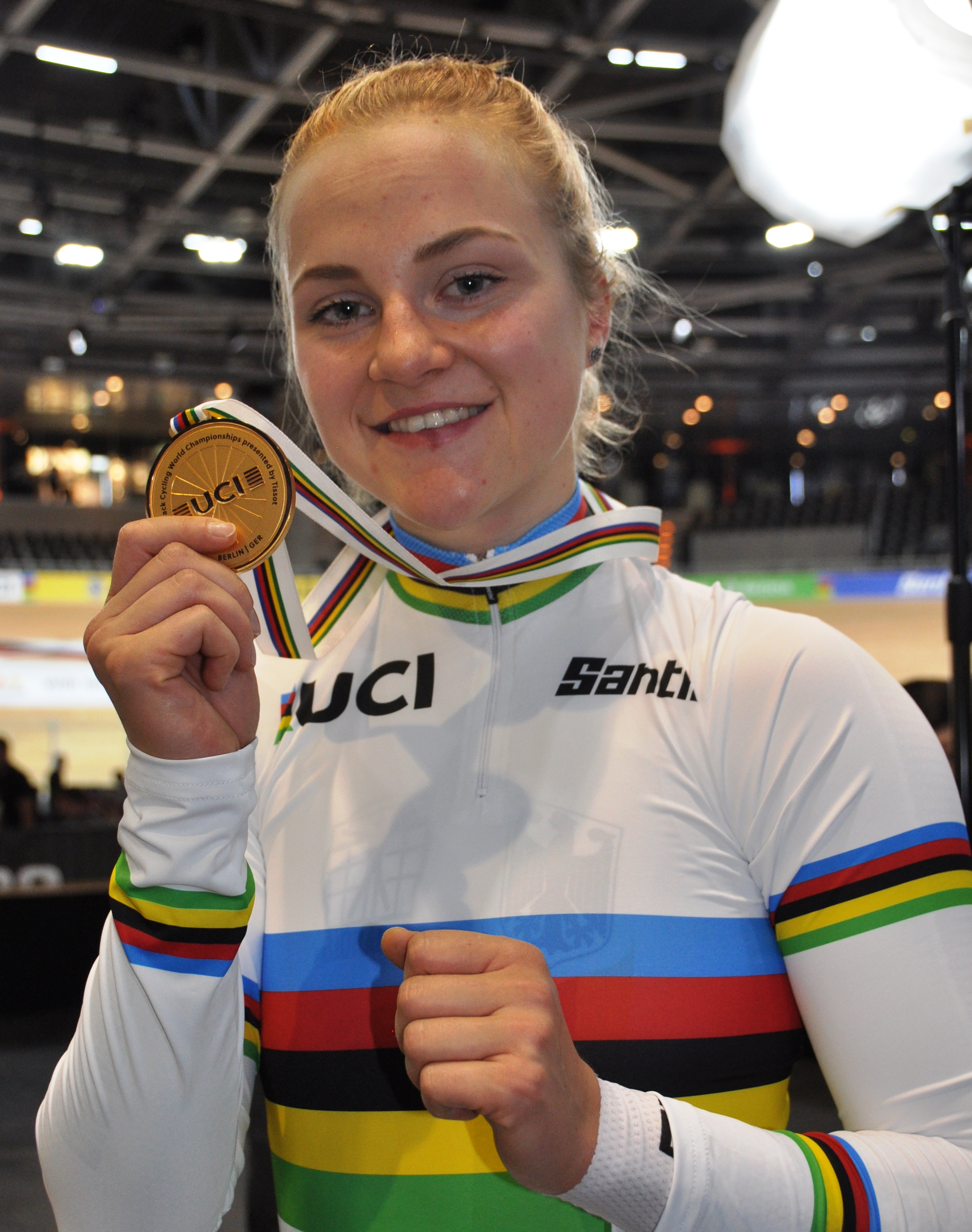
Erfolgreichste Sportlerin der WM: die Deutsche Lea Sophie Friedrich

| Männer |                  |              |                       |
| 0#     | Name             | Nationalität | Zeit (s)              |
|        | Harrie Lavreysen | NED          | 9,881 (1) 9,977 (2)   |
|        | Jeffrey Hoogland | NED          |                       |
|        | Sébastien Vigier | FRA          | 10,137 (2) 10,118 (3) |
| 4      | Stefan Bötticher | GER          | REL (1)               |
| 5      | Nicholas Paul    | TTO          |                       |
| 6      | Michail Jakowlew | RCF          |                       |
| 7      | Mateusz Rudyk    | POL          |                       |
| 8      | Rayan Helal      | FRA          |                       |

| Frauen |                      |              |                       |
| 0#     | Name                 | Nationalität | Zeit (s)              |
|        | Emma Hinze           | GER          | 10,882 (1) 10,804 (2) |
|        | Lea Sophie Friedrich | GER          |                       |
|        | Kelsey Mitchell      | CAN          | 11,077 (1) 11,147 (2) |
| 4      | Lauriane Genest      | CAN          |                       |
| 5      | Mathilde Gros        | FRA          |                       |
| 6      | Pauline Grabosch     | GER          |                       |
| 7      | Shanne Braspennincx  | NED          |                       |
| 8      | Miriam Vece          | ITA          |                       |

### Keirin
| Männer |                   |              |
| 0#     | Name              | Nationalität |
|        | Harrie Lavreysen  | NED          |
|        | Jeffrey Hoogland  | NED          |
|        | Michail Jakowlew  | RCF          |
| 4      | Nicholas Paul     | TTO          |
| 5      | Kento Yamasaki    | JPN          |
| 6      | Rayan Helal       | FRA          |
| 7      | Stefan Bötticher  | GER          |
| 8      | Jai Angsuthasawit | THA          |
| 9      | Hugo Barrette     | CAN          |
| 10     | Sébastien Vigier  | FRA          |

| Frauen |                      |              |
| 0#     | Name                 | Nationalität |
|        | Lea Sophie Friedrich | GER          |
|        | Mina Satō            | JPN          |
|        | Jana Tyschtschenko   | RCF          |
| 4      | Madalyn Godby        | USA          |
| 5      | Kelsey Mitchell      | CAN          |
| 6      | Darja Schmeljowa     | RCF          |
| 7      | Shanne Braspennincx  | NED          |
| 8      | Martha Bayona        | COL          |
| 9      | Mathilde Gros        | FRA          |
| 10     | Lauriane Genest      | CAN          |

### Zeitfahren
| Männer (1000 m) |                           |              |            |
| 0#              | Name                      | Nationalität | Zeit (min) |
|                 | Jeffrey Hoogland          | NED          | 0:58,418   |
|                 | Nicholas Paul             | TTO          | 0:59,791   |
|                 | Joachim Eilers            | GER          | 1:00,008   |
| 4               | Patryk Rajkowski          | POL          | 1:00,624   |
| 5               | Sam Ligtlee               | NED          | 1:00,669   |
| 6               | Alexander Scharapow       | RCF          | 1:00,928   |
| 7               | Alejandro Martínez Chorro | ESP          | 1:01,213   |
| 8               | Yuta Obara                | JPN          | 1:01,385   |

| Frauen (500 m) |                          |              |           |
| 0#             | Name                     | Nationalität | Zeit (s)  |
|                | Lea Sophie Friedrich     | GER          | 33,057 DR |
|                | Anastassija Woinowa      | RCF          | 33,163    |
|                | Darja Schmeljowa         | RCF          | 33,164    |
| 4              | Pauline Grabosch         | GER          | 33,177    |
| 5              | Miriam Vece              | ITA          | 33,476    |
| 6              | Jana Tyschtschenko       | RCF          | 33,337    |
| 7              | Martha Bayona            | COL          | 33,546    |
| 8              | Alessa-Catriona Pröpster | GER          | 34,814    |

### Teamsprint

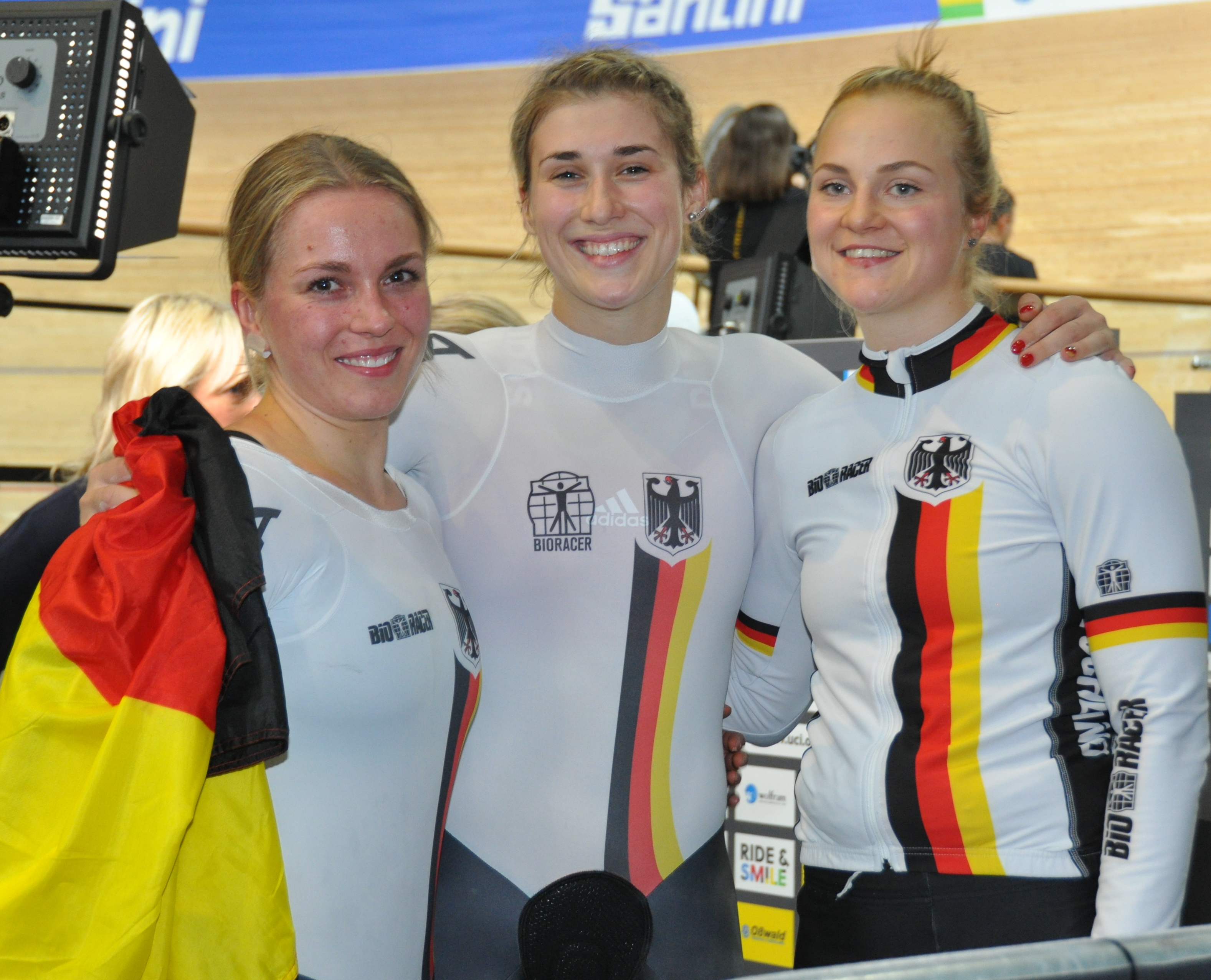
Die deutschen Teamsprinterinnen (v. l. n. r., bei der WM 2020) Emma Hinze, Pauline Grabosch und Lea Sophie Friedrich verteidigten ihren WM-Titel mit Weltrekord

| Männer |                                                           |              |          |
| 0#     | Name                                                      | Nationalität | Zeit (s) |
|        | Jeffrey Hoogland Harrie Lavreysen Roy van den Berg        | NED          | 41,979 G |
|        | Florian Grengbo Rayan Helal Sébastien Vigier              | FRA          | 42,550 G |
|        | Stefan Bötticher Joachim Eilers Nik Schröter Marc Jurczyk | GER          | 43,141 B |
| 4      | Alexander Scharapow Pawel Jakuschewski Iwan Gladyschew    | RCF          | 43,717 B |
| 5      | Alistair Fielding Joseph Truman Hamish Turnbull           | GBR          |          |
| 6      | Mateusz Miłek Daniel Rochna Mateusz Rudyk Rafał Sarnecki  | POL          |          |
| 7      | Hugo Barrette Ryan Dodyk Nick Wammes                      | CAN          |          |
| 8      | Yuta Obara Kohei Terasaki Kento Yamasaki                  | JPN          |          |

| Frauen |                                                                          |              |             |
| 0#     | Name                                                                     | Nationalität | Zeit (s)    |
|        | Pauline Grabosch Emma Hinze Lea Sophie Friedrich                         | GER          | 46,064 G WR |
|        | Natalja Antonowa Darja Schmeljowa Jana Tyschtschenko Anastassija Woinowa | RCF          | 46,718 G    |
|        | Sophie Capewell Blaine Ridge-Davis Millicent Tanner Lauren Bate          | GBR          | 48,059 B    |
| 4      | Riyu Ohta Mina Satō Fuko Umekawa                                         | JPN          | 48,612 B    |
| 5      | Lauriane Genest Kelsey Mitchell Sarah Orban                              | CAN          |             |
| 6      | Marlena Karwacka Urszula Łoś Nikola Sibiak                               | POL          |             |
| 7      | Ljubow Bassowa Alla Bilezka Oleksandra Lohwynjuk                         | UKR          |             |
| 8      | Mary Samuel Ese Ukpeseraye Tawakalt Yekeen                               | NGR          |             |

### Einerverfolgung
| Männer (4000 m) |                     |              |             |
| 0#              | Name                | Nationalität | Zeit (min)  |
|                 | Ashton Lambie       | USA          | 4:05,060 G  |
|                 | Jonathan Milan      | ITA          | 4:06,149 G  |
|                 | Filippo Ganna       | ITA          |             |
| 4               | Claudio Imhof       | SUI          | eingeholt   |
| 5               | Tobias Buck-Gramcko | GER          | 4:08,596 DR |
| 6               | Nicolas Heinrich    | GER          | 4:10,352    |
| 7               | Manlio Moro         | ITA          | 4:10,509    |
| 8               | Charlie Tanfield    | GBR          | 4:13,840    |
| 9               | Shunsuke Imamura    | JPN          | 4:14,751    |
| 10              | Thomas Denis        | FRA          | 4:15,333    |

| Frauen (3000 m) |                  |              |            |
| #               | Name             | Nationalität | Zeit       |
|                 | Lisa Brennauer   | GER          | 3:18.258 G |
|                 | Franziska Brauße | GER          | 3:22,980 G |
|                 | Mieke Kröger     | GER          | 3:20,903 B |
| 4               | Martina Alzini   | ITA          | eingeholt  |
| 5               | Marion Borras    | FRA          |            |
| 6               | Kelly Murphy     | IRL          |            |
| 7               | Lily Williams    | USA          |            |
| 8               | Mia Griffin      | IRL          |            |
| 9               | Megan Barker     | GBR          |            |
| 10              | Ella Barnwell    | GBR          |            |

Lisa Brennauer stellte in der Qualifikation mit 3:17,572 Minuten einen neuen deutschen Rekord auf.

### Mannschaftsverfolgung
| Männer (4000 m) |                                                                                  |              |            |
| #               | Name                                                                             | Nationalität | Zeit       |
|                 | Liam Bertazzo Simone Consonni Filippo Ganna Jonathan Milan Francesco Lamon       | ITA          | 3:47,192 G |
|                 | Thomas Boudat Thomas Denis Valentin Tabellion Benjamin Thomas                    | FRA          | 3:49,713 G |
|                 | Ethan Hayter Ethan Vernon Charlie Tanfield Oliver Wood Kian Emadi                | GBR          | 3:51,205 B |
| 4               | Matias Malmberg Tobias Hansen Carl-Frederik Bévort Rasmus Pedersen Robin Skivild | DEN          | 3:53,182 B |
| 5               | Claudio Imhof Lukas Rüegg Valère Thiébaud Alex Vogel Simon Vitzthum              | SUI          |            |
| 6               | Gleb Syriza Lew Gonow Jegor Igoschew Iwan Nowolodski                             | RCF          |            |
| 7               | Tobias Buck-Gramcko Nicolas Heinrich Pierre-Pascal Keup Theo Reinhardt           | GER          |            |
| 8               | Alan Banaszek Szymon Krawczyk Bartosz Rudyk Szymon Sajnok Daniel Staniszewski    | POL          |            |

| Frauen (4000 m) |                                                                                     |              |            |
| #               | Name                                                                                | Nationalität | Zeit       |
|                 | Franziska Brauße Lisa Brennauer Mieke Kröger Laura Süßemilch                        | GER          | 4:08,752 G |
|                 | Elisa Balsamo Martina Alzini Chiara Consonni Martina Fidanza Letizia Paternoster    | ITA          | 4:13,690 G |
|                 | Katie Archibald Megan Barker Neah Evans Josie Knight                                | GBR          | 4:17,359 B |
| 4               | Ngaire Barraclough Erin Attwell Maggie Coles-Lyster Devaney Collier Sarah van Dam   | CAN          | 4:22,889 B |
| 5               | Mia Griffin Emily Kay Kelly Murphy Alice Sharpe                                     | IRL          |            |
| 6               | Nikol Płosaj Karolina Karasiewicz Daria Pikulik Wiktoria Pikulik Patrycja Lorkowska | POL          |            |
| 7               | Hanna Zerach Aksana Salaujowa Nastassia Kiptsikawa Taisa Naskowitsch                | BLR          |            |
| 8               | Aline Seitz Michelle Andres Fabienne Buri Léna Mettraux Cybèle Schneider            | SUI          |            |

### Scratch
| Männer |                     |              |
| 0#     | Name                | Nationalität |
|        | Donavan Grondin     | FRA          |
|        | Tuur Dens           | BEL          |
|        | Rhys Britton        | GBR          |
| 4      | Roy Eefting         | NED          |
| 5      | Kazushige Kuboki    | JPN          |
| 6      | Daniel Babor        | USA          |
| 7      | Tim Torn Teutenberg | GER          |
| 8      | Tobias Hansen       | DEN          |
| 9      | Elia Viviani        | ITA          |
| 10     | Rui Oliveira        | POR          |

| Frauen |                     |              |
| 0#     | Name                | Nationalität |
|        | Martina Fidanza     | ITA          |
|        | Maike van der Duin  | NED          |
|        | Jennifer Valente    | USA          |
| 4      | Maggie Coles-Lyster | CAN          |
| 5      | Hanna Zerach        | BLR          |
| 6      | Victoire Berteau    | FRA          |
| 7      | Alžbeta Bačíková    | SVK          |
| 8      | Daria Pikulik       | POL          |
| 9      | Petra Ševčíková     | CZE          |
| 10     | Neah Evans          | GBR          |

### Punktefahren
| Männer |                     |              |        |
| 0#     | Name                | Nationalität | Punkte |
|        | Benjamin Thomas     | FRA          | 94     |
|        | Kenny De Ketele     | BEL          | 84     |
|        | Vincent Hoppezak    | NED          | 35     |
| 4      | Sebastián Mora      | ESP          | 24     |
| 5      | Ethan Vernon        | GBR          | 19     |
| 6      | Valère Thiébaud     | SUI          | 16     |
| 7      | Corbin Strong       | NZL          | 14     |
| 8      | Michele Scartezzini | ITA          | 9      |
| 9      | Theo Reinhardt      | GER          | 8      |
| 10     | Wlas Schitschkin    | RCF          | 6      |

| Frauen |                       |              |        |
| 0#     | Name                  | Nationalität | Punkte |
|        | Lotte Kopecky         | BEL          | 76     |
|        | Katie Archibald       | GBR          | 72     |
|        | Kirsten Wild          | NED          | 60     |
| 4      | Marion Borras         | FRA          | 54     |
| 5      | Silvia Zanardi        | ITA          | 51     |
| 6      | Maria Martins         | POR          | 41     |
| 7      | Jennifer Valente      | USA          | 33     |
| 8      | Anita Yvonne Stenberg | NOR          | 22     |
| 9      | Karolina Karasiewicz  | POL          | 22     |
| 10     | Hanna Solowej         | UKR          | 20     |

### Ausscheidungsfahren
| Männer |                     |              |
| 0#     | Name                | Nationalität |
|        | Elia Viviani        | ITA          |
|        | Iúri Leitão         | POR          |
|        | Sergei Rostowzew    | RCF          |
| 4      | Donavan Grondin     | FRA          |
| 5      | Jules Hesters       | BEL          |
| 6      | Ethan Vernon        | GBR          |
| 7      | Erik Martorell Haga | ESP          |
| 8      | Gavin Hoover        | USA          |
| 9      | Rotem Tene          | ISR          |
| 10     | Yacine Chalel       | ALG          |

| Frauen |                     |              |
| 0#     | Name                | Nationalität |
|        | Letizia Paternoster | ITA          |
|        | Lotte Kopecky       | BEL          |
|        | Jennifer Valente    | USA          |
| 4      | Marija Nowolodskaja | RCF          |
| 5      | Olivija Baleišytė   | LTU          |
| 6      | Aksana Salaujowa    | BLR          |
| 7      | Valentine Fortin    | FRA          |
| 8      | Michelle Andres     | SUI          |
| 9      | Eukene Larrarte     | ESP          |
| 10     | Rinata Sultanowa    | KAZ          |

### Omnium
| Männer |                       |              |        |
| 0#     | Name                  | Nationalität | Punkte |
|        | Ethan Hayter          | GBR          | 180    |
|        | Aaron Gate            | NZL          | 124    |
|        | Elia Viviani          | ITA          | 121    |
| 4      | Iúri Leitão           | POR          | 117    |
| 5      | Erik Martorell Haga   | ESP          | 112    |
| 6      | Matias Malmberg       | DEN          | 102    |
| 7      | Donavan Grondin       | FRA          | 101    |
| 8      | Fabio Van den Bossche | BEL          | 078    |
| 9      | Eiya Hashimoto        | JPN          | 078    |
| 10     | Derek Gee             | CAN          | 068    |

| Frauen |                    |              |        |
| 0#     | Name               | Nationalität | Punkte |
|        | Katie Archibald    | GBR          | 137    |
|        | Lotte Kopecky      | BEL          | 119    |
|        | Elisa Balsamo      | ITA          | 116    |
| 4      | Clara Copponi      | FRA          | 113    |
| 5      | Maria Martins      | POR          | 106    |
| 6      | Jennifer Valente   | USA          | 099    |
| 7      | Amalie Dideriksen  | DEN          | 099    |
| 8      | Olivija Baleišytė  | LTU          | 086    |
| 9      | Maike van der Duin | NED          | 073    |
| 10     | Ally Wollaston     | NZL          | 068    |

### Zweier-Mannschaftsfahren (Madison)
| Männer |                                     |              |        |
| 0#     | Name                                | Nationalität | Punkte |
|        | Lasse Norman Hansen Michael Mørkøv  | DEN          | 68     |
|        | Simone Consonni Michele Scartezzini | ITA          | 64     |
|        | Kenny De Ketele Robbe Ghys          | BEL          | 62     |
| 4      | Ethan Hayter Oliver Wood            | GBR          | 58     |
| 5      | Morgan Kneisky Benjamin Thomas      | FRA          | 58     |
| 6      | João Matias Rui Oliveira            | POR          | 27     |
| 7      | Robin Froidevaux Lukas Rüegg        | SUI          | 11     |
| 8      | Kelland O’Brien Lucas Plapp         | AUS          | 8      |
| 9      | Aaron Gate Corbin Strong            | NZL          | 7      |
| 10     | Lew Gonow Wlas Schitschkin          | RCF          | 6      |

| Frauen |                                           |              |        |
| 0#     | Name                                      | Nationalität | Punkte |
|        | Kirsten Wild Amy Pieters                  | NED          | 35     |
|        | Clara Copponi Marie Le Net                | FRA          | 30     |
|        | Katie Archibald Neah Evans                | GBR          | 24     |
| 4      | Letizia Paternoster Rachele Barbieri      | ITA          | 23     |
| 5      | Amalie Dideriksen Julie Leth              | DEN          | 11     |
| 6      | Georgia Baker Alexandra Manly             | AUS          | 5      |
| 7      | Marija Nowolodskaja Marija Miljajewa      | RCF          | – 6    |
| 8      | Shari Bossuyt Katrijn De Clercq           | BEL          | – 19   |
| 9      | Ally Wollaston Michaela Drummond          | NZL          | – 20   |
| 10     | Lea Lin Teutenberg Lena Charlotte Reißner | GER          | – 40   |

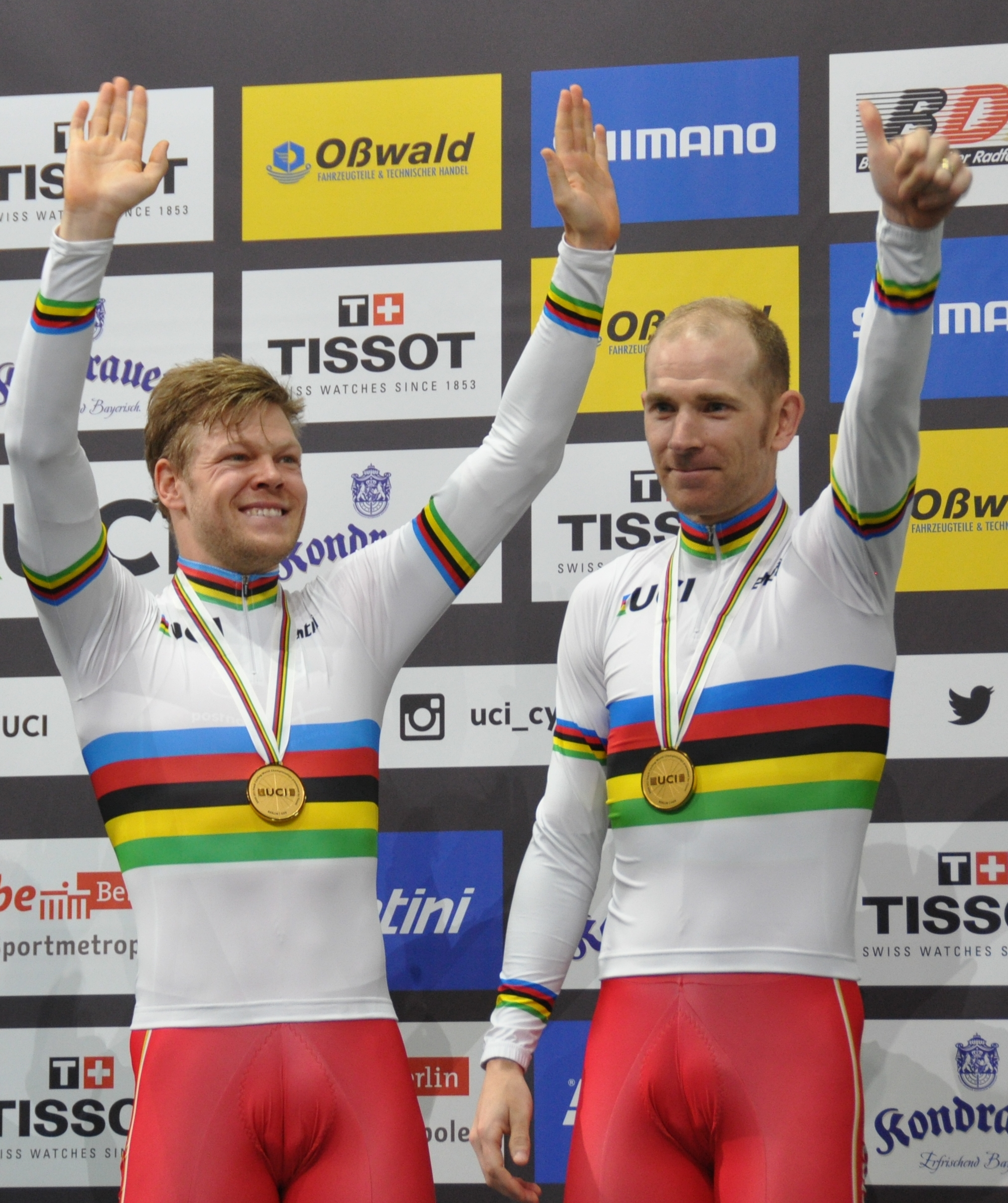
Weltmeister 2020 und 2021: die Dänen Lasse Norman Hansen (l.) und Michael Mørkøv (hier 2020)

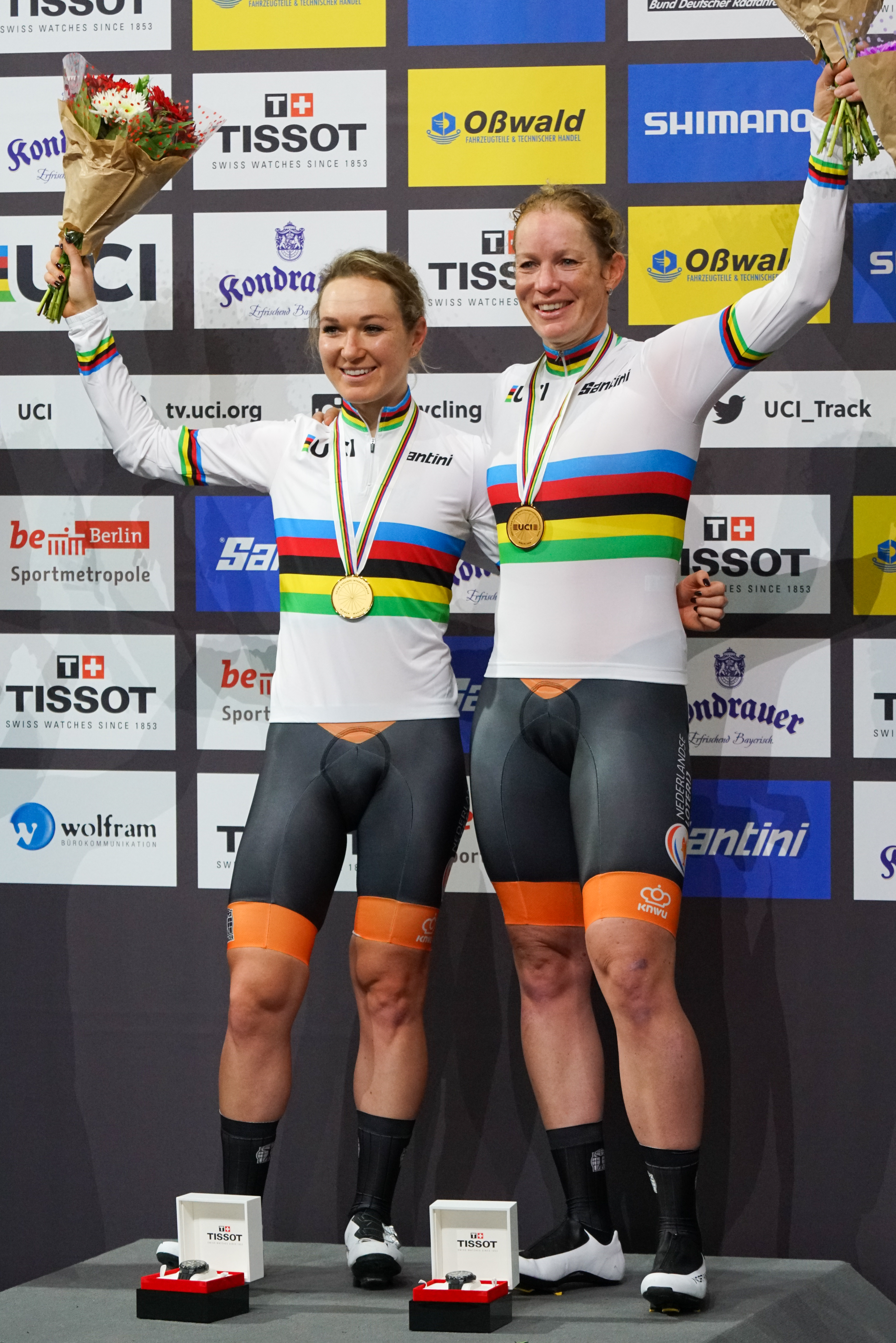
Zum dritten Mal in Folge Weltmeisterinnen: Amy Pieters und Kirsten Wild aus den Niederlanden (hier 2020)

- Legende: RCF = Russian Cycling Federation

## Medaillenspiegel
| Platz | Land                | Gold | Silber | Bronze | Gesamt |
| ----- | ------------------- | ---- | ------ | ------ | ------ |
| 1     | Deutschland         | 6    | 2      | 3      | 11     |
| 2     | Niederlande         | 5    | 3      | 2      | 10     |
| 3     | Italien             | 4    | 3      | 3      | 10     |
| 4     | Frankreich          | 2    | 3      | 1      | 6      |
| 5     | Großbritannien      | 2    | 1      | 5      | 8      |
| 6     | Belgien             | 1    | 4      | 1      | 6      |
| 7     | Vereinigte Staaten  | 1    | 0      | 2      | 3      |
| 8     | Dänemark            | 1    | 0      | 0      | 1      |
| 9     | RCF                 | 0    | 2      | 4      | 6      |
| 10    | Neuseeland          | 0    | 1      | 0      | 1      |
| 10    | Trinidad und Tobago | 0    | 1      | 0      | 1      |
| 10    | Portugal            | 0    | 1      | 0      | 1      |
| 10    | Japan               | 0    | 1      | 0      | 1      |
| 14    | Kanada              | 0    | 0      | 1      | 1      |
| Total | Total               | 22   | 22     | 22     | 66     |

## Aufgebote

### Bund Deutscher Radfahrer
Frauen Kurzzeit
- Lea Sophie Friedrich, Pauline Grabosch, Emma Hinze, Alessa-Catriona Pröpster

Männer Kurzzeit
- Stefan Bötticher, Maximilian Dörnbach, Joachim Eilers, Anton Höhne, Marc Jurczyk, Nik Schröter

Frauen Ausdauer
- Franziska Brauße, Lisa Brennauer, Mieke Kröger, Lea Lin Teutenberg, Laura Süßemilch

Männer Ausdauer
- Tobias Buck-Gramcko, Nicolas Heinrich, Pierre-Pascal Keup, Moritz Kretschy, Theo Reinhardt, Tim Torn Teutenberg

### Österreichischer Radsport-Verband
Frauen Ausdauer
- Verena Eberhardt

Männer Ausdauer
- Andreas Graf, Maximilian Schmidbauer

### Swiss Cycling
Frauen
- Michelle Andres, Fabienne Buri, Léna Mettraux, Cybèle Schneider, Aline Seitz

Männer
- Robin Froidevaux, Claudio Imhof, Lukas Rüegg, Valère Thiébaud, Simon Vitzthum, Alex Vogel